# Sviňovice
Sviňovice jsou malá vesnice, část obce Zbytiny v okrese Prachatice v Jihočeském kraji. Nachází se asi dva kilometry severně od Zbytin. Sviňovice jsou také název katastrálního území o rozloze 4,33 km². Území je součástí evropsky významné lokality Šumava. Je zde přírodní památka Pod Sviňovicemi – vlhká louka a prameniště ve stráni jihozápadně od vesnice.

## Historie
První písemná zmínka o vesnici pochází z roku 1393.

## Obyvatelstvo
| Rok            | 1869 | 1880 | 1890 | 1900 | 1910 | 1921 | 1930 | 1950 | 1961 | 1970 | 1980 | 1991 | 2001 | 2011 | 2021 |
| -------------- | ---- | ---- | ---- | ---- | ---- | ---- | ---- | ---- | ---- | ---- | ---- | ---- | ---- | ---- | ---- |
| Počet obyvatel | 198  | 210  | 160  | 163  | 155  | 163  | 157  | 60   | 45   | 0    | 0    | 0    | 0    | 1    | 7    |
| Počet domů     | 20   | 23   | 26   | 28   | 27   | 28   | 35   | 17   | 7    | 0    | 0    | 6    | 7    | 7    | 8    |

## Obecní správa
Při sčítání lidu v letech 1850–1879 Sviňovice byly samostatnou obcí v okrese Prachatice. V letech 1880–1929 byly osadou obce Skříněřov v okrese Prachatice. V letech 1930–1949 byly znovu obcí v okrese Prachatice. V letech 1950–1971 byly osadou obce Libínské Sedlo v okrese Prachatice. Od 26. listopadu 1971 jsou částí obce Zbytiny v okrese Prachatice, kdy se konaly obecní volby. V letech 1850–1879 k obci patřily Koryto a Skříněřov.